# Kardamili

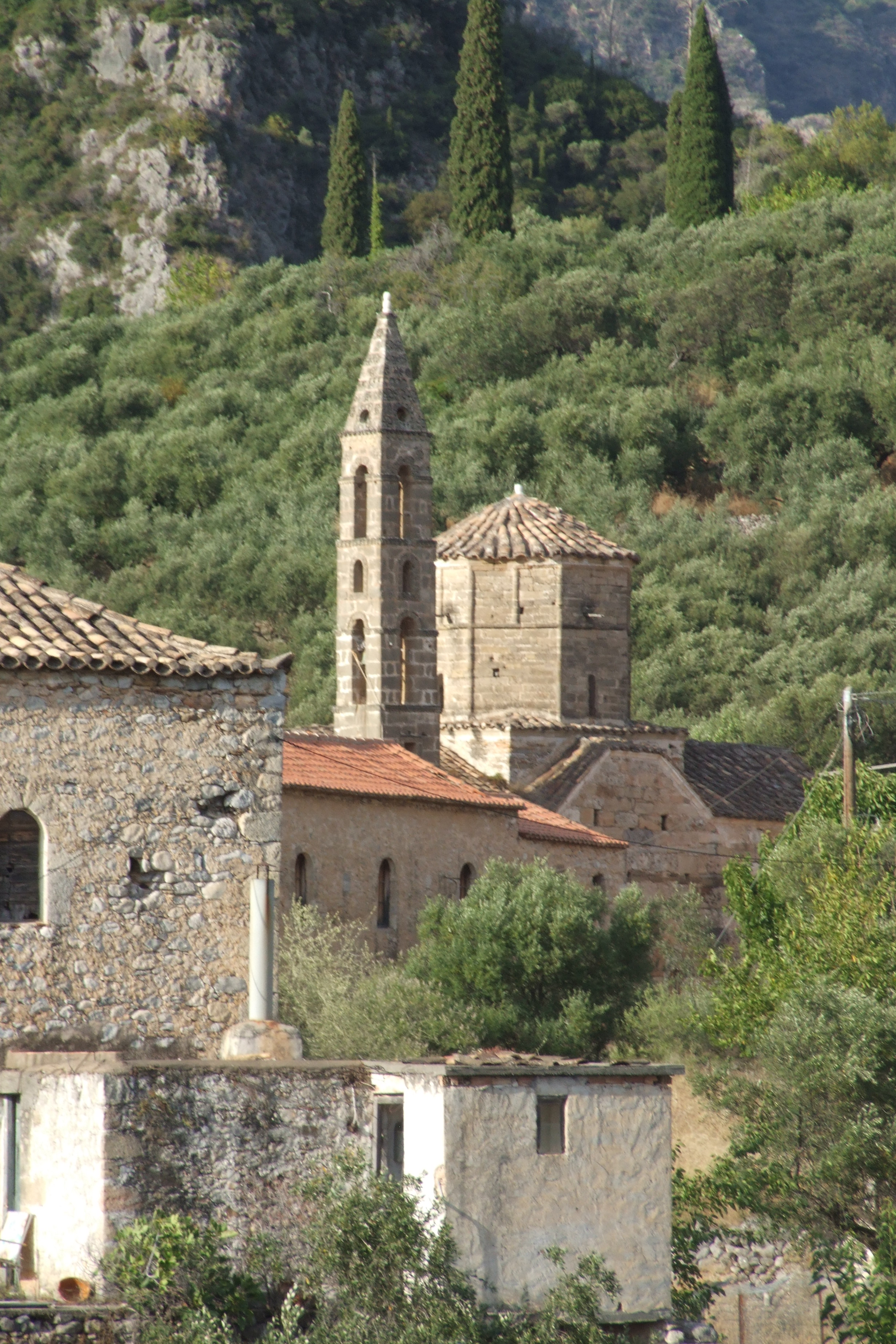
Iglesia de San Espiridón, en el casco viejo de Kardamili.

Kardamili (en griego Καρδαμύλη) es una ciudad costera situada a 35 kilómetros al sur de Kalamata. Es la capital del municipio de Mani Occidental en la unidad periférica de Mesenia, en la península de Mani. Ya en la antigüedad se llamaba Cardámila.
La región está llena de playas. La ciudad incluye un castillo medieval, y la imponente iglesia de San Espiridón. Muchos de los edificios de la ciudad vieja (conocida como Pano Kardamili, Kardamili de arriba) fueron construidos por los venecianos, y tienen una mezcla de estilo veneciano y griego tradicional. Como en muchos otros pueblos de Mani, destacan sobre el resto de edificios las torres de la arquitectura tradicional construidas por los clanes Nikliani, la aristocracia medieval de Mani.
Kardamili es el punto de arranque de varias rutas de montaña, varias de las cuales conducen a la cumbre del monte Taigeto, conocido en la zona como Profitis Elias. Kardamili es conocida por tener vistas especialmente buenas de este monte. Cerca está la garganta Viros, de 20 km de larga. Se pueden visitar las cuevas de Oitilio, Areopoli y Diros.
En el pueblo de Kalamitsi, contiguo a Kardamili, vivieron el escritor Patrick Leigh Fermor y su esposa Joan Leigh Fermor. Patrick era ciudadano honorario de la ciudad por su participación en la Resistencia griega durante la II Guerra Mundial, en Creta.
En 1989 se esparcieron junto a una iglesia bizantina de la parte alta del pueblo las cenizas del escritor Bruce Chatwin.